# المسالمة (أم درمان)
حي المسالمة هو حي سوداني يقع في ولاية الخرطوم مدينة أم درمان وهو حي عريق وقديم في أم درمان

## الموقع
يمتد (حي المسالمة) شمالاً من مقابر البكري، وينتهي جنوباً عند سوق أم درمان، ومن شارع الشنقيطي غرباً حتى شارع كرري شرقاً، و«الخليفة عبد الله التعايشي» هو الذي أطلق اسم المسالمة على الحي، حيث اعتنق عدد كبير من سكانه المسيحيين واليهود آنذاك الإسلام.

## أصل التسمية
كان يعرف بحي السماسرة أم درمان يعدُّ من أعرق أحياء أم درمان وأقدمها، سُمِّي بالمسالمة في عهد الخليفة عبد الله التعايشي بعد أن أرسل الخليفة عبد الله التعايشي لأهل الحي طالباً المياه، وعند عودتهم قالوا له إن أهل الحي مسالمون، ومنذ ذلك التاريخ أطلق عليه اسم المسالمة، وتداخل المسلمون والمسيحيون وبعض الأسر اليهودية.[بحاجة لمصدر]

## نبذة تاريخية
كما يوجد به أكبر تجمُّع للأقباط المسيحيين، أحد أحياء أم درمان يجمع في باطنه عدداً مقدراً من المجموعات الثقافية والدينية المتباينة ذات السحنات المختلفة، وفيه يرفع الآذان وتئن (نوبة الصوفية)، وتقرع نواقيس الكنيسة، كل ذلك يحدث في انسجام تام.
ويُعد (المسالمة) من أقدم الأحياء الأم درمانية التي وضعت لبناتها الأولى في عهد المهدية أيام الخليفة «عبد الله التعايشي»، فضلاً عن التعايش السلمي بين الطوائف المختلفة.
وإلى جانب كل ما ذكر آنفاً، ضم الحي عدداً مقدراً من القيادات السياسية، عبر الحقب المتتابعة، وكثيراً من المبدعين والمثقفين والفنانين والشعراء الذين دلقوا عصارة شعرهم في التشبيب والغزل في حسناوات (المسالمة)، فكانت (لي في المسالمة غزال وظبية المسالمة)، وهنالك رواية تقول إن أغنية «صلاح أحمد إبراهيم» و«حمد الريح» (مريا)، قيلت أيضاً في إحدى حسناوات المسالمة القبطيات.
يُقال إن بعض حاشية خليفة المهدي كانوا يجبرون بعض المسيحيين على دخول الجوامع، فكانوا يلتفتون إلى الكنائس ويرددون (يا كنيسة الرب ألفي القلب في القلب) وكنيسة الرب التي شُيدت عام 1800م صارت اليوم حطاماً وأطلالا، لكن وبعد أفول المهدية عاد كثيرون منهم إلى المسيحية، وبقي آخرون على الإسلام ما أسفر عن وجود أسر تضم بينها مسلمين ومسيحيين.
نادي المريخ في بيت الكردي
وسكنت (حي المسالمة) جنسيات مختلفة من السوريين والشوام والأرمن والسودانيين والأقباط، ومن أعرق أسر الحي القديم (أسرة التميداب، بينين، النبيداب، الكتيابى)، وبحكم الجوار الجغرافي والتمازج العرقي حدثت توأمة بين (حي المسالمة) و(حي العرب) سيما أن ثمة تداخل بينهما في الحدود ومصاهرات بين الأسر جعلت منهما شيئاً واحداً.

## معالم تاريخية
- تعتبر الجوامع والكنائس والمدارس القديمة من أبرز معالم الحي، ومنها مدارس كمبونى، الكلية القبطية، مدارس التوفيق والتقدم التي تحولت إلى (سان جورج) والمدرسة القبطية،
- ومن المساجد (مسجدالبرقدال ــ جامع عبد الغفار ــ مسجد عبد العزيز ـ مسجد فضل المولى ــ مسجد على أحمد)

وتوجد بالحي أقدم وأكبر كنيسة بالسودان وهي الكنيسة الكاثوليكية، إلى جانب ثلاث كنائس.وتوجد في هذا الحي دار راهبات الكنيسة الذي يضم (مدارس الراهبات الكاثوليكية، مدارس القسيس كمبوني) وتوجد في الحي كنيسة أسَّسها علي أحمد حي المسالمة)،
(حي المسالمة) أقدم أحياء (أم درمان)، يليه بالترتيب من حيث الأقدمية، ود نوباوي، البوستة، حي العرب، بانت، العرضة، أبو روف، القلعة ود أرو، بيت المال، الملازمين، ثم الثورات التي أُسست في عهد عبود، ثم الفتيحاب والصالحة التي قامت بتوزيعها «نعيمة» بنفسها بحكم عملها في الأراضي.

## وصلات خارجية
- موقع محلية أم درمان